# Johnius mannarensis
Johnius mannarensis és una espècie de peix de la família dels esciènids i de l'ordre dels perciformes.

## Morfologia
- Els mascles poden assolir 16 cm de longitud total.
- Escates petites.[4][5]

## Hàbitat
És un peix marí, de clima tropical i demersal.

## Distribució geogràfica
Es troba a l'Índic: Sri Lanka i les costes meridionals de l'Índia.

## Observacions
És inofensiu per als humans.